# Municipio de Dals-Ed
El municipio de Dals-Ed (en sueco: Dals-Eds kommun) es un municipio en la provincia de Västra Götaland, al suroeste de Suecia. Su sede se encuentra en la ciudad de Ed. El municipio actual se formó durante la reforma del gobierno de 1952 a través de la fusión de seis antiguas unidades. Su territorio no se vio afectado por la reforma de 1971.

## Localidades
Solo hay una áreas urbanas (tätort) en el municipio:
| # | Tätort | Población |
| - | ------ | --------- |
| 1 | Ed     | 3067      |

## Ciudades hermanas
Dals-Ed está hermanado o tiene tratado de cooperación con:
- Cepoy, Francia